# Huka minima
Huka minima là một loài nhện trong họ Agelenidae.
Loài này thuộc chi Huka. Huka minima được miêu tả năm 1973 bởi Raymond Robert Forster & Wilton.